# Ma femme me quitte
Pour plus de détails, voir Fiche technique et Distribution.
Ma femme me quitte est une comédie française, réalisée par Didier Kaminka en 1995, et sortie le 24 janvier 1996.

## Synopsis
Joanna Martin, une journaliste de la quarantaine, enquête sur une agence matrimoniale organisant des mariages blancs. Elle utilise l'identité de sa sœur pour s'infiltrer. Elle se retrouve donc en « couple » avec Pavel Kovaks. Mais madame le maire Margot Piquet veut prouver que ce mariage est blanc.

## Fiche technique
- Réalisation : Didier Kaminka
- Premier assistant réalisateur : Simon Lelouch
- Scénario : Claude Zidi, Didier Kaminka, Stéphane Kaminka, Samuel Kaminka, Pierre Aknine d'après une idée de Claude Zidi
- Dialogues : Didier Kaminka
- Directeur de la photographie : Myriam Vinocour
- Musique : Eric Levi
- Décors : Laurent Teysseyre
- Montage : Nicole Saunier
- Producteur : Alain Terzian
- Sociétés de production : Messine Productions, Labbe Films
- Société de distribution : AMLF
- Année : 1995
- Durée : 90 minutes
- Lieux de tournage : Paris, Neuville-sur-Oise, Aéroport de Paris-Charles-de-Gaulle, Porto Rico
- Date de sortie : 24 janvier 1996

## Distribution
- Michel Boujenah : Samuel Bosquier
- Miou-Miou : Joanna Martin
- Thierry Lhermitte : Pavel Kovacks, le Hongrois
- Line Renaud : Margot Piquet
- Daniel Russo : Alain
- Darry Cowl : Stéphane Lasser
- Daniel Prévost : Jérémie Duvernois
- Claire Nadeau : Nadia Martin
- Jean-Pierre Castaldi : Raymond
- Christine Lemler : Vanessa 70% cuir
- Bruno Raffaelli : le député-maire
- Josiane Lévêque : Laurence Tatin
- Joséphine Fresson : Catherine Ranval
- Alain Stern : M. Dreyfud
- Philippe Gildas : Henri Contat
- Sophie Guiter : l'infirmière